# Adrian Lehmann

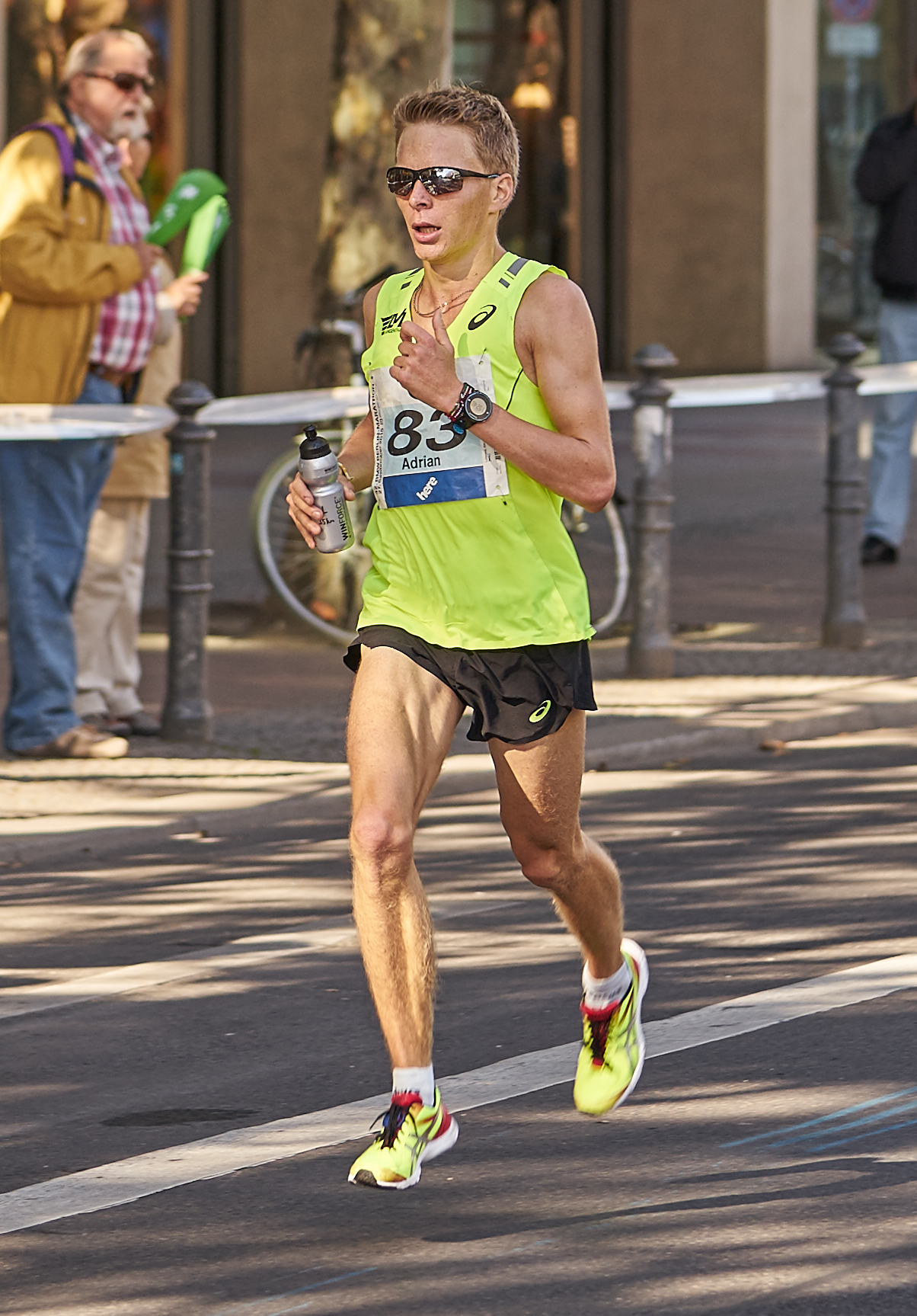
Lehmann beim Berlin-Marathon (2015)

Adrian Lehmann, Spitzname Ädu (* 6. Dezember 1989; † 20. April 2024), war ein Schweizer Marathonläufer und Mitglied der Leichtathletikvereinigung Langenthal.

## Leben
Seine beste Leistung auf der Marathondistanz war 2:11:44 h, womit er auf der ewigen Bestenliste der sechstbeste Schweizer Marathonläufer war. Er war Schweizer Meister in drei Disziplinen (10 km, Halbmarathon und Marathon).
Im Training für den Zürich-Marathon am 21. April 2024 erlitt er am 18. April einen Herzinfarkt, an dessen Folgen er trotz zeitnaher medizinischer Hilfe im Alter von 34 Jahren starb. Er beabsichtigte, sich in Zürich für die Olympischen Sommerspiele 2024 zu qualifizieren.

## Erfolge
- 10 Kilometer
  - Schweizer Meister, 18. Juni 2016 in Thun, 29 min 37,86 s (persönliche Bestzeit)
- Halbmarathon
  - Schweizer Meister, 5. September 2021 in Sarnen, 1 h 5 min 35 s
  - persönliche Bestzeit, 2. April 2023 in Berlin, 1 h 3 min 36 s
- Marathon
  - Schweizer Meister, 23. April 2023 in Zürich, 2 h 11 min 44 s (persönliche Bestzeit)[4]